# إرفين نيهر
إرفين نيهر (بالألمانية: Erwin Neher) ـ (ولد في مدينة لاندسبرغ أم ليخ (بالألمانية: Landsberg am Lech) بولاية بافاريا الألمانية في 20 مارس 1944) هو عالم فيزياء حيوية ألماني؛ وقد تقاسم في العام 1991 مع مواطنه بيرت زاكمان جائزة نوبل في الطب أو علم وظائف الأعضاء.
دَرَس نيهر الفيزياء في جامعة ميونخ التقنية بين عامي 1963 و1966، ثم حصل على منحة من هيئة فولبرايت للدراسة في الولايات المتحدة، حيث قضى عاماً بجامعة ويسكونسن-ماديسون، حصل بعده على درجة الماجستير في الفيزياء الحيوية.
وفي سنة 1986 حصل على جائزة لويزا غروس هورويتز من جامعة كولومبيا، مناصفة مع بيرت زاكمان، ثم حصل سنة 1987 على جائزة غوتفريد فيلهلم لايبينتز من مؤسسة البحث الألمانية (بالألمانية: Deutsche Forschungsgemeinschaft)، وهي أعلى جائزة للبحث العلمي في ألمانيا. ثم تقاسم جائزة نوبل في الطب مع مواطنه بيرت زاكمان سنة 1991 لتطويرهما تقنية لدراسة قنوات الأيونات في الخلية، تدعى تقنية الالتقاط الرقعي، وهي التقنية التي ساعدت في دراسة الخلايا القابلة للاستثارة كالخلايا العصبية وخلايا عضلة القلب والألياف العضلية وخلايا بيتا البنكرياسية، وهي الأبحاث التي بدأها نيهر إبان عمله البحثي في مختبر تشارلز ستيفنس بجامعة ييل بعد حصوله على درجة الدكتوراه.
يعمل نيهر حالياً مديراً بمعهد ماكس بلانك للكيمياء الفيزيائية الطبية (بالألمانية: Max-Planck-Institut für biophysikalische Chemie) في غوتينغن، ويرأس قسم الفيزياء الحيوية للأغشية بالمعهد. كما يعمل أستاذاً بجامعة غوتينغن ورئيساً مشاركاً لمركز بيرنشتاين للعلوم العصبية الحسابية في غوتينغن.

## روابط خارجية
- إرفين نيهر على موقع الموسوعة البريطانية (الإنجليزية)
- إرفين نيهر على موقع مونزينجر (الألمانية)
- إرفين نيهر على موقع إن إن دي بي (الإنجليزية)